# Euphorbia oblongata
Euphorbia oblongata es una especie fanerógama perteneciente a la familia de las euforbiáceas. 

## Descripción
Esta es una hierba perenne peludas que crece a alturas máximas de poco más de medio metro. Tiene las hojas de forma oval, estrechas o finamente dentadas en los bordes que tienen de 4 a 6 centímetros de largo. El follaje es de color verde a amarillo-verdoso. La inflorescencia tienen flores diminutas glandulares. El fruto es una cápsula esférica alrededor de medio centímetro de largo que contiene semillas de color marrón suave.

## Distribución
Se distribuye por la península balcánica, noroeste de Turquía, e islas del mar Egeo.

## Taxonomía
Euphorbia oblongata fue descrita por August Heinrich Rudolf Grisebach y publicado en Spicilegium florae rumelicae et bithynicae . . . 1(1): 136. 1843.
Etimología
Euphorbia: nombre genérico que deriva del médico griego del rey Juba II de Mauritania (52 a 50 a. C. - 23), Euphorbus, en su honor – o en alusión a su gran vientre –  ya que usaba médicamente Euphorbia resinifera. En 1753 Carlos Linneo asignó el nombre a todo el género.
oblongata: epíteto latino que significa "con forma oblonga"
Sinonimia
- Tithymalus oblongatus (Griseb.) Soják (1972).[5][6]